# Битви в історії України
Це список битв в історії України, групований за століттями в хронологічній послідовності. Нижче наведені усі битви в яких брало участь українське військо.

## 4 століття до н. е.
- 331 до н. е. — Битва під Ольвією

## 9 століття
- 860 — Похід на Царгород

## 10 століття
- 907 — Похід на Царгород
- 941 — Похід на Царгород
- 965 — Битва з хозарами
- 971 — Битва під Аркадіополем
- 971 — Битва під Доростолом
- 993 — Битва під Переяславом

## 11 століття
- 1016 — Битва під Любечем
- 1018 — Битва над Бугом
- 1024 — Битва під Лиственом
- 1036 — Битва під Києвом
- 1043 — Похід на Царгород
- 1068 — Битва на Альті
- 1093 — Битва на Стугні
- 1099 — Битва над Вягром
- 1099 — Битва на Рожному Полі

## 12 століття
- 1103 — Битва на річці Сутінь
- 1107 — Битва над Сулою
- 1111 — Битва при Сальниці
- 1183 — Битва на Орелі
- 1185 — Битва на річці Хорол
- 1185 — Битва на Каялі

## 13 століття
- 1205 — Битва під Завихостом
- 1223 — Битва на Калці
- 1227 — Битва під Звенигородом
- 1238 — Битва під Дорогочином
- 1239 — Битва під Черніговом
- 1240 — Облога Києва
- 1245 — Битва під Ярославом

## 14 століття
- 1321 — Битва на річці Ірпінь
- 1362 — Битва на Синіх Водах
- 1399 — Битва на Ворсклі

## 15 століття
- 1410 — Битва під Грюнвальдом
- 1432 — Битва на Мурафі
- 1435 — Битва під Вількомиром
- 1487 — Битва під Копистирином
- 1491 — Битва під Заславом
- 1500 — Битва над Ведрошею

## 16 століття
- 1506 — Битва під Клецьком
- 1512 — Битва під Лопушним
- 1514 — Битва під Оршею
- 1519 — Битва під Сокалем
- 1527 — Битва під Ольшаницею
- 1531 — Битва під Обертином
- 1574 — Битва під Жиліштею
- 1574 — Битва під Кагулом
- 1593 — Битва під П'яткою
- 1596 — Білоцерківська битва
- 1596 — Битва під Гострим Каменем
- 1596 — Битва на Солониці

## 17 століття

### 1601—1647
- 1602 —1621 - Морські походи запорозьких козаків
- 1618 — Штурм Єльця
- 1618 — Бій під Коломною
- 1618 — Битва при Донському монастирі
- 1620 — Цецорська битва 1620
- 1621 — Битва під Хотином
- 1624 — Битва під Мартиновим
- 1625 — Битва на Куруковому озері
- 1626 — Битва під Білою Церквою
- 1630 — Битва під Переяславом
- 1628 — Похід на Крим
- 1632—1634 — Оборона Смоленська
- 1633 — Битва над Сасовим Рогом
- 1633 — Битва під Кам'янцем
- 1635 — Взяття Кодака
- 1637 — Битва під Кумейками
- 1638 — Битва під Жовнином
- 1638 — Битва під Говтвою
- 1638 — Облога на Старці
- 1637—1641 — Азовське сидіння
- 1644 — Битва під Охматовим

### 1648—1657
- 1648 — Битва під Жовтими Водами
- 1648 — Битва під Корсунем
- 1648 — Облога Кодака
- 1648 — Битва під Махнівкою
- 1648 — Битва під Старокостянтиновом
- 1648 — Битва під Пилявцями
- 1649 — Битва під Збаражем
- 1649 — Битва під Зборовом
- 1649 — Битва під Лоєвом
- 1651 — Битва під Липівцем
- 1651 — Битва під Лоєвом
- 1651 — Битва під Берестечком
- 1651 — Битва під Таборівкою
- 1651 — Битва під Білою Церквою
- 1652 — Битва під Батогом
- 1653 — Битва під Финтою
- 1653 — Облога Сучави
- 1653 — Битва під Жванцем
- 1655 — Охматівська битва
- 1655 — Битва під Городком
- 1657 — Битва під Магеровом
- 1657 — Битва під Чорним Островом
- 1657 — Битва під Теребовлею

### 1658—1667
- 1659 — Облога Старого Бихова
- 1659 — Битва під Ніжином
- 1659 — Облога Глухова
- 1659 — Битва під Говтвою
- 1659 — Битва під Конотопом
- 1660 — Битва під Чудновим
- 1662 — Бужинська битва
- 1664 — Битва під Глуховом
- 1665 — Битва під Ставищами
- 1666 — Битва під Браїловим
- 1667 — Битва під Підгайцями
- 1667 — Похід на Крим

### 1668—1700
- 1668 — Облога Котельви
- 1668 — Битва під Хухрою
- 1668 — Битва під Гайвороном
- 1671 — Битва під Брацлавом
- 1671 — Битва під Кальником
- 1672 — Битва під Ладижином
- 1672 — Битва під Краснобродом
- 1672 — Битва під Немировом
- 1672 — Битва під Комарним
- 1673 — Битва під Хотином
- 1675 — Битва під Львовом
- 1675 — Похід на Крим Івана Сірка
- 1676 — Битва під Войниловим
- 1676 — Битва під Журавним
- 1677 — Битва під Чигирином
- 1678 — Битва під Чигирином
- 1686 — Похід на Крим козацько-московського війська
- 1689 — Похід на Крим козацько-московського війська
- 1691 — Битва під Переритою
- 1695 — Битва під Львовом
- 1695 — Перший похід на Азов
- 1696 — Другий похід на Азов
- 1698 — Битва під Підгайцями

## 18 століття
- 1702 — Битва під Бердичевом
- 1702 — Битва під Білою Церквою
- 1708 — Взяття Батурина
- 1709 — Битва під Полтавою
- 1711 — Битва над Прутом
- 1717 — Битва в урочищі Стримтура
- 1739 — Битва під Ставчанами
- 1768 — Битва під Баром
- 1768 — Взяття Умані
- 1787 — Битва під Кінбурном
- 1788 — Облога Очакова
- 1790 — Битва під Керчю
- 1790 — Облога Ізмаїла
- 1792 — Битва під Борушківцями
- 1792 — Битва під Зеленцями
- 1792 — Битва під Дубенкою

## 19 століття
- 1831 — Битва під Боремлем
- 1854 — Битва на Альмі
- 1854 — Битва під Балаклавою
- 1854 — Битва під Інкерманом
- 1855 — Битва на річці Чорній
- 1863 — Бій під Мирополем

## 20 століття

### Перша світова війна
- 1914 — Галицька битва
- 1915 — Горлицька битва
- 1916 — Луцький прорив
- 1917 — "Наступ Керенського"

### Перші Визвольні Змагання
- 1917 — Листопадове повстання 1917 (Київ)
- 1917 —Бої за станцію Лозова (1917)
- 1918 — Бій за станцію Бахмач
- 1918 — Битва під Крутами
- 1918 — Бій за Бердичів
- 1918 — Бій за Кам'янець-Подільський
- 1918 — Ірпінський бій
- 1918 — Кримська операція
- 1918 — Львівське повстання
- 1918 — Бій під Мотовилівкою
- 1919 — Бої за Харків
- 1919 — Вовчухівська операція
- 1919 — Березневий наступ ДАУНР
- 1919 — Чортківська офензива
- 1919 — Спільний похід Армій УНР і УГА (1919)
- 1919 — Перший Зимовий Похід
- 1920 — Київська операція
- 1920 — Битва під Бродами
- 1920 — Битва під Варшавою
- 1920 — Битва під Замостям
- 1920 — Перекопсько-Чонгарська операція
- 1920 — Битва на Волочиському плацдармі
- 1921 — Другий Зимовий Похід

### Друга світова війнатаДругі визвольні Змагання
- 1939 — Битва за Львів
- 1939 — Битва під Шацьком
- 1941 — Битва під Дубно-Бродами
- 1941 — Битва під Уманню
- 1941 — Оборона Одеси
- 1941 — Битва за Київ (1941)
- 1942 — Ізюм-Барвінківська операція
- 1942 — Битва за Харків (1942)
- 1942 — Битва за Керч
- 1941-1942 — Оборона Севастополя
- 1942 — Воронезько-Ворошиловградська операція
- 1943 — Битва за Харків (1943)
- 1943 — Курська битва
- 1943 — Бєлгородсько-Харківська операція
- 1943 — Битва за Дніпро
- 1943 — Дніпровська повітряно-десантна операція
- 1943 — Битва за Київ (1943)
- 1943 — Житомирсько-Бердичівська операція
- 1944 — Корсунь-Шевченківська операція
- 1944 — Березнеговато-Снігурівська операція 1944
- 1944 — Битва за Правобережну Україну
- 1944 — Умансько-Ботошанська операція
- 1944 — Бродівське оточення
- 1944 — Дніпровсько-Карпатська операція

## 21 століття

### Російсько-українська війна (з 2014)
- Бої за Мар'їнку
- Облога Слов'янська
- Битва за Краматорськ
- Бої на українсько-російському кордоні (2014)
- Бої за Дебальцеве
- Бої за Донецький аеропорт
- Бої за Авдіївку
- Бої за Київ 2022
- Бої за Харків 2022
- Бої за Маріуполь (2022)
- Бої за Сєвєродонецьк (2022)
- Бої за Лисичанськ (2022)
- Бої за Херсон
- Бої за Бахмут 2022-2023

| Історія України | Це незавершена стаття з історії України. Ви можете допомогти проєкту, виправивши або дописавши її. |